# Mike Tullberg
Mike Tullberg (* 25. Dezember 1985 in Hillerød) ist ein dänischer Fußballtrainer und vormaliger Fußball-spieler. Er ist bei Borussia Dortmund seit Mai 2025 Trainer der zweiten Mannschaft und war im Januar 2025 nach der Entlassung von Nuri Şahin für drei Partien Interimstrainer der Bundesligamannschaft. Tullberg gewann mit den A-Junioren des BVB in der Saison 2021/22 den Meistertitel.

## Spielerkarriere
In der Jugend lernte Tullberg bei Akademisk Boldklub im Kopenhagener Vorort Gladsaxe, beim Farum Boldklub und bei Randers Freja das Fußballspielen. Danach wechselte er nach Grenaa an die Hessel Gods Fodboldkostskole, wo er seine ersten Jahre im Seniorenbereich bei Grenaa Idrætsforening absolvierte.
Mit 20 Jahren nahm ihn der dänische Erstligist Aarhus GF zum Jahreswechsel 2005/06 unter Vertrag; dort spielte er eineinhalb Jahre. Danach wechselte er nach Italien zu Reggina Calcio. Ein Jahr lang stand er im Aufgebot für die Serie A und kam fünfmal zum Einsatz.
In der Saison 2008/09 wurde er an den schottischen Verein Heart of Midlothian ausgeliehen, kam aber auch dort nur zu sieben Einsätzen ohne Torerfolg. Da in dieser Spielzeit sein italienischer Stammverein aus Reggio abgestiegen war, war er 2009 auf der Suche nach einem neuen Verein. Er ging zum deutschen Zweitligisten Rot-Weiß Oberhausen, bei dem er einen Zweijahresvertrag unterschrieb.
Die erste Saison des Dänen im Ruhrgebiet war aufgrund einer nicht auskurierten Muskelverletzung eine verlorene Saison. Nach einem Muskelfaserriss und einer Magen-Darm-Infektion war die Hinrunde fast vorbei, als er erstmals eingewechselt wurde. Sein vierter Einsatz, der erste in der Startaufstellung, war nach einem erneuten Muskelfaserriss nach 22 Minuten beendet. Er stand danach in den verbleibenden Spielen nicht mehr zur Verfügung.
Vor Saisonstart 2010/11 verletzte sich Tullberg erneut und musste pausieren. Ohne Pflichtspieleinsatz wurde nach der Saison 2010/11 sein Vertrag nicht verlängert und er verließ den Verein. Tullberg absolvierte im Reha-Zentrum des FC Schalke 04 eine Rehabilitation. Ein knappes halbes Jahr später, am 15. Mai 2012, beendete er wegen anhaltender Beschwerden im Kniebereich seine Karriere.

## Trainerkarriere
Am 23. Juli 2012 unterschrieb Tullberg einen Vertrag beim Kreisligisten SG Schönebeck, bei dem er ab der Saison 2012/13 als Co-Trainer von Christian Petereit zum Trainerstab gehörte. Zur Spielzeit 2013/14 kehrte er zu Rot-Weiß Oberhausen zurück, wo er im Nachwuchsleistungszentrum im Leistungs- und Übergangsbereich eingesetzt wurde. In der Rückrunde übernahm er zusammen mit Thomas Hüfner den Posten des Trainers bei der U-19 der Oberhausener.
Im März 2017 wurde er Trainer der U19 seines ehemaligen Vereins Aarhus GF. Im August 2018 wechselte er als Co-Trainer zur Vendsyssel FF.
Zur Saison 2019/20 kehrte Tullberg als Cheftrainer der zweiten Mannschaft von Borussia Dortmund, die in der viertklassigen Regionalliga West spielte, nach Deutschland zurück. Seit der Saison 2020/21 war er Übungsleiter der A-Jugend, mit der er im Frühjahr 2022 Meister wurde.
Am 22. Januar 2025 übernahm Tullberg interimsmäßig die Profis des BVB, nachdem Trainer Nuri Şahin nach nur einem Sieg aus neun Spielen freigestellt worden war. Ehe auf ihn Niko Kovač als neuer Cheftrainer folgte, absolvierte die Mannschaft unter Tullberg drei Partien. Keine davon ging verloren und es gelang die Qualifikation für die Achtelfinal-Playoffs in der Champions League.
Ende April 2025 gab der Verein bekannt, dass Tullberg zur neuen Saison die zweite Mannschaft, die in der 3. Liga spielt, als Nachfolger von Jan Zimmermann übernehmen werde. Anfang Mai 2025 wurde der Wechsel sofort vollzogen, als die Mannschaft zwei Spieltage vor dem Ende der Saison 2024/25 punktgleich mit dem ersten Abstiegsplatz war und zuletzt dreimal in Folge verloren hatte. Nach zwei Niederlagen stieg man in die Regionalliga West ab.

## Titel als Trainer
- Deutscher A-Junioren-Meister: 2022 (Borussia Dortmund)
- Meister der A-Junioren-Bundesliga West (3): 2022, 2023, 2024  (alle Borussia Dortmund)